# Tannay (Vaud)
Pour les articles homonymes, voir Tannay.
Tannay est une commune suisse du canton de Vaud, située dans le district de Nyon.

## Géographie

Photo aérienne prise à 500 m par Walter Mittelholzer (1930).

Tannay se situe au bord du lac Léman et fait partie de la région de Terre Sainte.

## Population

### Gentilé
Les habitants de la commune se nomment les Tannayrolis,.

## Monuments
La commune compte sur son territoire un château du XVIIe siècle.

## Transport
- Sur la ligne ferroviaire Lausanne - Genève, via la gare de Tannay.
- Autoroute A1, sortie 10 (Coppet).